# 노랑어리연꽃
노랑어리연꽃(Nymphoides peltata)은 한국 각처의 늪, 연못, 도랑에 나는 여러해살이 수초이다. 근경은 물 밑의 진흙 속에 가로 뻗고, 줄기는 끈 모양으로 길고 굵다. 잎은 마주나며, 잎자루는 길고, 수면에 뜨며, 넓고 둥근 모양으로 가장자리에 물결 모양의 뭉뚝한 톱니가 있다. 표면은 녹색, 뒷면은 갈색, 다소 두꺼우며, 길이 10cm 내외이다. 꽃은 밝은 노란색, 산형꽃차례, 물 위에서 피고, 꽃자루는 길며, 녹색의 꽃받침은 깊게 5갈래지며 꽃받침은 피침형, 꽃이 진 후에도 떨어지지 않는다. 화관은 가장자리에 털이 있고, 수술은 5개이다. 열매는 타원형의 삭과이며 납작하고, 씨는 가장자리에 털이 나 있고, 날개가 있다.